# Anti-Mask League of San Francisco

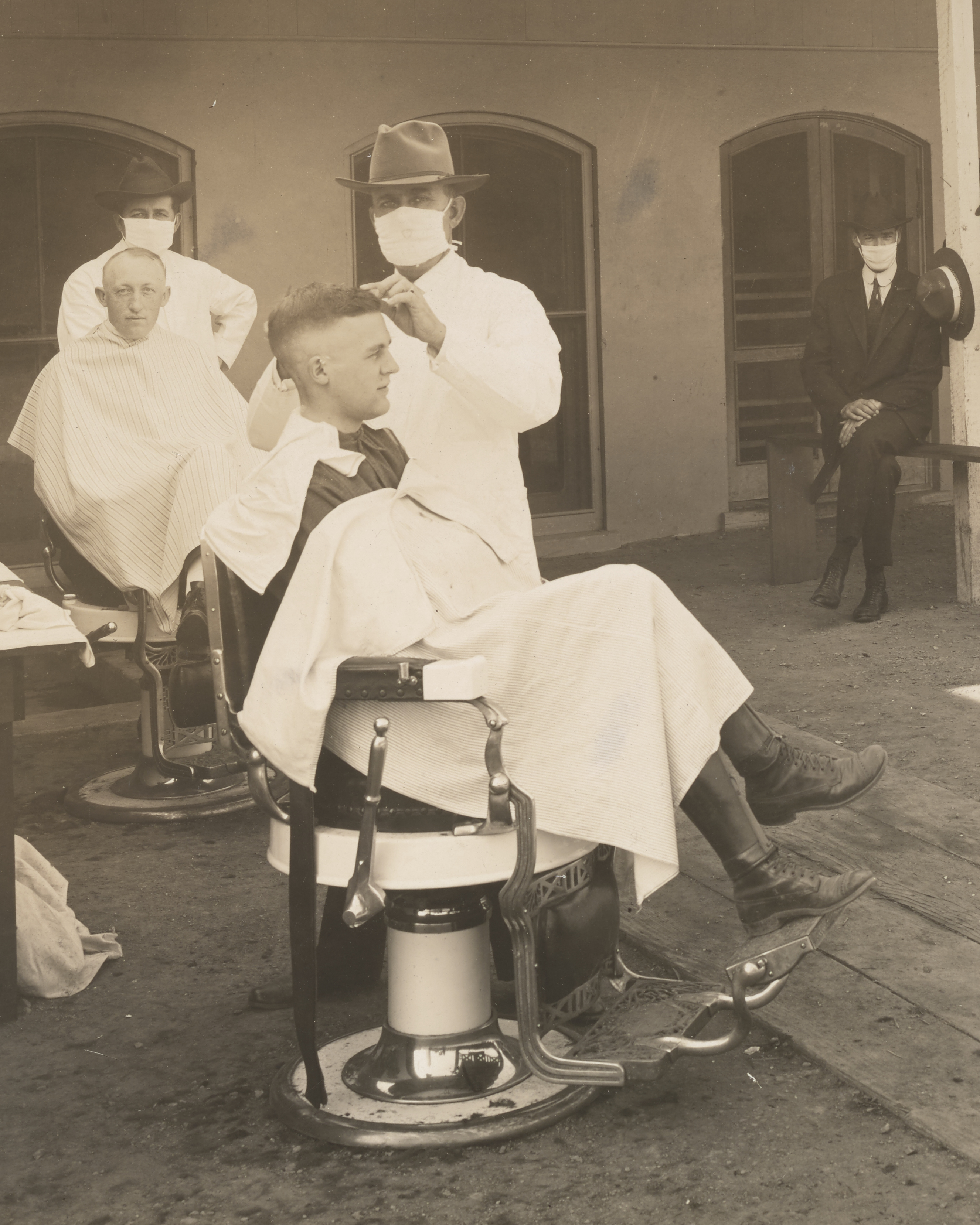
Barbiere trugen während der Epidemie Masken

Die Anti-Mask League of San Francisco (zu Deutsch die Anti-Masken-Liga von San Francisco) war eine Organisation, die gegründet wurde, um gegen die Anordnung zu protestieren, in San Francisco, Kalifornien, während der Grippepandemie von 1918 Masken zu tragen.

## Hintergrund
Im Herbst 1918 traten in San Francisco erste Fälle der Spanischen Grippe auf. Der erste dokumentierte Fall trat Ende September auf; bis Mitte Oktober hatte die Stadt mehr als 2.000 Fälle.

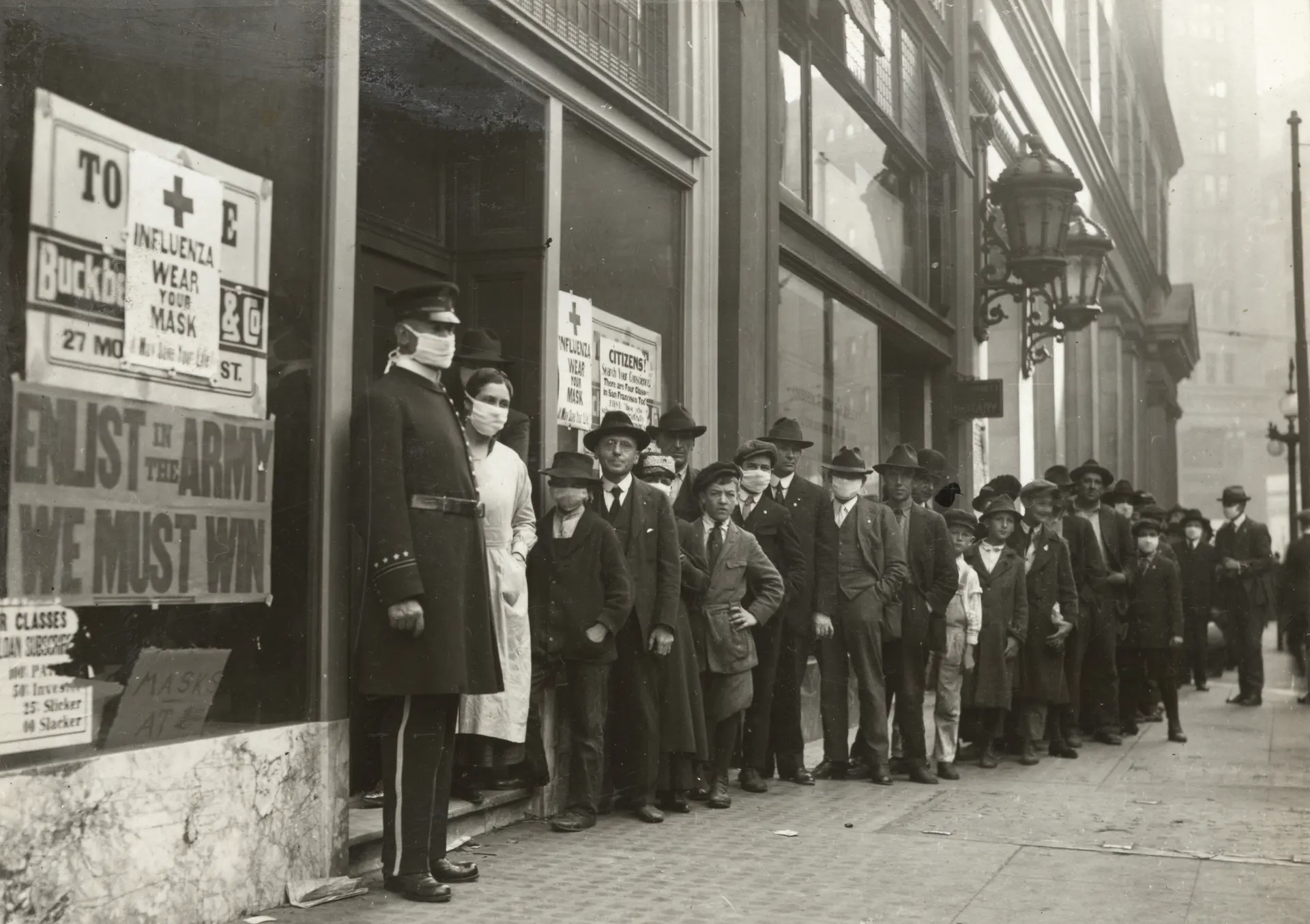
Wartende, maskierte Menschen in San Francisco, Oktober 1918

Die Gesundheitsbehörde der Stadt erließ verschiedene Maßnahmen, um die Krankheit einzudämmen, z. B. das Verbot von Versammlungen, die Schließung von Schulen und Theatern und die Weisung an die Bürger, Menschenmassen zu vermeiden. Für Personen, die beruflich mit Kunden in unmittelbaren Kontakt kamen (Friseure, Hotel- und Pensionsmitarbeiter, Bankkassierer, Drogisten, Verkäufer und alle anderen Personen, die der Öffentlichkeit dienen), wurde das Tragen von Masken vorgeschrieben. Am 25. Oktober erließ die Stadt dann eine Verordnung, wonach „jeder Einwohner und Besucher von San Francisco verpflichtet“ war, „in der Öffentlichkeit oder in einer Gruppe von zwei oder mehr Personen eine Maske zu tragen, außer während der Mahlzeiten“.
Die anfängliche Akzeptanz der Maskenverordnung war hoch; schätzungsweise vier von fünf Personen trugen in der Öffentlichkeit eine Maske. Das Rote Kreuz verkaufte am Terminal des Hafens Masken für Personen, die mit der Fähre ankamen. Personen, die keine Maske trugen oder eine Maske unsachgemäß trugen, wurden wegen „Ruhestörung“ angeklagt und dann verwarnt und mit einer Geldstrafe von zumeist 5 US-Dollar belegt, die dem Roten Kreuz zugutekam.
Hierunter befanden sich ausgerechnet ein Kongressabgeordneter, ein Justizbeamter, ein Konteradmiral der Marine, Bürgermeister Rolph und der Gesundheitsbeamte Hassler. Alle wurden von einem Polizeifotografen gefilmt, der seinem Chef Kopien der Abzüge schickte. Hassler zahlte an Ort und Stelle eine Geldstrafe von 5 Dollar und gab zu, dass seine Maske möglicherweise heruntergefallen sei, während er eine Zigarre geraucht habe. Einige Tage später wurde Bürgermeister Rolph ein Foto seines unmaskierten Gesichts gezeigt und er wurde von seinem eigenen Polizeichef mit einer Geldstrafe von 50 Dollar belegt.
Die Maskenverordnung wurde mit Wirkung vom 21. November aufgehoben, doch die Grippefälle nahmen wieder zu. Eine neue Maskenverordnung trat am 17. Januar 1919 in Kraft.

## Bildung der Liga
Schon bei der ersten Verordnung hatte es Widerstand gegeben. Die neue Verordnung 1919 löste eine ernsthaftere Opposition aus, und der Anti-Maskenbund wurde gegründet.
Zu den Mitgliedern der Liga gehörten Ärzte, Bürger, Bürgerrechtler. Schätzungsweise 2.000 Bürger nahmen an einer Sitzung am 25. Januar teil. Einige Mitglieder der Liga wollten Unterschriften für eine Petition zur Abschaffung der Maskenpflicht sammeln, während andere einen Rücktritt des städtischen Gesundheitsbeamten forderten. Die Debatte war hitzig.
Neben der Anti-Masken-Liga behaupteten auch einige Gesundheitsbeamte aus anderen Städten, dass Masken nicht notwendig seien. Der Gesundheitsbeamte der Stadt San Francisco kritisierte den Sekretär des staatlichen Gesundheitsamtes, weil er die Wirksamkeit von Masken infrage gestellt hatte, und sagte, die Haltung des staatlichen Gesundheitsamtes ermutige die Anti-Masken-Liga.
Am 27. Januar legte die Liga dem Aufsichtsgremium der Stadt eine von Frau E. C. Harrington als der Vorsitzenden unterzeichnete Petition vor, in der die Aufhebung der Maskenverordnung gefordert wurde. Zeitungen in der ganzen Welt nahmen die protestierende Organisation zur Kenntnis. Bürgermeister Rolph verkündete erneut die Aufhebung der Maskenverordnung, nachdem der Gemeinderat in einer Sitzung festgestellt hatte, dass sich die Seuchensituation so weit verbessert hatte, dass die Maßnahme nicht mehr notwendig war. San Francisco hob die Maskenverordnung mit Wirkung vom 1. Februar 1919 auf.